# Банкова консолидационна компания
Банковата консолидационна компания (с абревиатура: БКК) е акционерно дружество с адрес на управление: п.к. 1606, гр. София, ул. Владайска 27 .

## Холдингово дружество
БКК е своеобразна „шапка“ като холдингово дружество обединило в активите си всичките над 70 държавни банки в България от началото на 90-те години на 20 век. БКК осъществява цялостната приватизация на държавната банкова система от 1992 година (когато е учредена) до 2004/05 г., когато по време на управлението на НДСВ и ДПС е обявена в ликвидация, след което изплаща дивидентите от продажбата на банките на акционерите си, а имуществото ѝ е поделено между акционерите.

## Акционерно участие и управление
Акционери в БКК са българската държава с над 99,5 % от акциите в нея, заедно с малък брой акции притежание на Столична община, Росексимбанк (ДЗИ банк), СИБанк, Хебросбанк и Химимпорт.
Последният изпълнителен директор на БКК е Нели Кордовска, наследила на поста Петър Жотев.

## Приватизация на банковата система в България
БКК приватизира всички държавни банки в България за период от 12 години през който са раздържавени активите на всички държавни банки сред които изпъкват бившите държавни „мастодонти“ Булбанк, Биохим, Пощенска банка, Обединена българска банка, Хебросбанк, ДСК. През 2003 г. е продадена последната държавна банка ДСК след минискандал в парламента  и мисията на БКК приключва, понеже тя не е оправомощена да осъществява финансов и друг контрол върху вече осъществената от нея банкова приватизация. На следващата година БКК е ликвидирана.

## Метод и форма на банковата приватизация
Цялостната банкова приватизация на държавни активи (в размер на над 20 млрд. лева* няма точна статистика) е осъществена по вътрешни правила (вътрешни ненормативни актове) на акционерното дружество, тъй като действалото по това време законодателство в България не рагламентира банковата приватизация в частност, изключвайки я от общите условия и правила по закона /Закона за преобразуване и приватизация на държавни и общински предприятия (в сила 1992 – 2002) и Закона за приватизация и следприватизационен контрол (в сила от 2002 г.)/.